# جيولوجيا أذربيجان

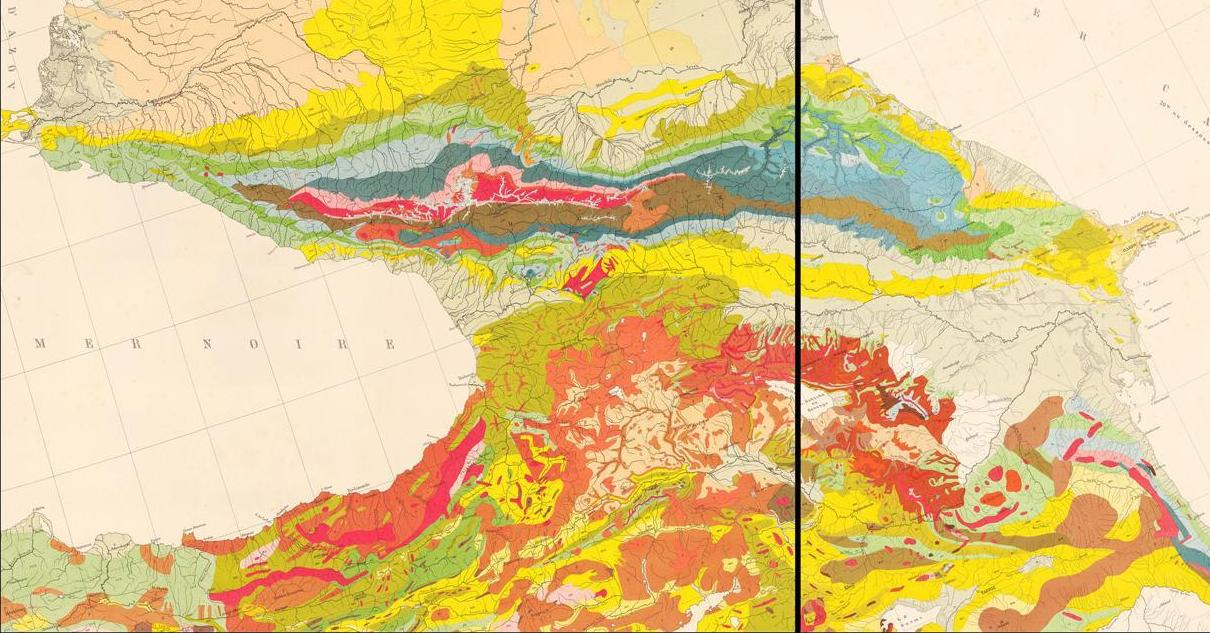

جيولوجيا أذربيجان إن التكوين الجيولوجي لمنطقة أذربيجان يعتبر جزءًا أساسيا من جيولوجيا منطقة حزام جبال الالب. وكذلك فإن التكوينات الرسوبية التي تغلف الأجزاء الجنوبية الغربية من منطقة القوقاز الأساسية والثانوية، بما في ذلك حوض نهر الكور المار ما بين الجبال وكذلك المنطقة الوسطى والجنوبية من حوض بحر قزوين والتي تتشكل من خليط متنوع من التكوينات الجبلية. يتراوح سمك القشرة الأرضية في منطقة أذربيجان ما بين 38 إلى 55 كلم. بحيث أن السمك الأقصى لطبقة القشرة الأرضية يمكن ملاحظته في المنطقة الثانوية من القوقاز، في حين أن السمك الأقل للقشرة الأرضية يمكن ملاحظته في منطقة سفوح جبال تاليش. إن الواقع الجيولوجي للمنطقة يتكون من صخور رسوبية وصخور بركانية رسوبية وصخور بركانية. مع ملاحظة أن المكونات الرسوبية الأرضية تغلف تقريبًا كامل نطاق التكوين الطبقي بدءًا من الحقبة ما قبل الكمبرية وحتى حقبة الهولوسين.

## المكونات المعدنية
إن أذربيجان غنية في مكونات النفط الخام والمعادن غير الخام. إن المعادن الخام وغير الخام تنتشر غالبا في المناطق الجبلية (القوقاز الكبير والصغير)، ويتواجد الوقود الأحفوري في المناطق السهلية وفي مناطق جنوب حوض بحر قزوين، الأمر الذي أدى إلى تطوير صناعات المواد الخام في المناطق الغربية وتطور صناعة النفط والغاز في المناطق الشرقية.

## موارد الوقود الأحفوري
تتمثل موارد الوقود الأحفوري في أذربيجان بالنفط والغاز والصخر الزيتي والجفت وغيره، وتعتبر صناعة النفط هي المكون الأكثر أهمية من مكونات الاقتصاد المحلي في أذربيجان، ويتم إنتاج النفط من الحقول التي تقع على شواطئ بحر قزوين وكذلك من حقول النفط في داخل بحر قزوين، تعتبر أذربيجان وبالذات شبه جزيرة أبشيرون بصفتها المنطقة الأكثر قدما في إنتاج النفط على مستوى العالم. وحتى أثناء القرن السادس والسابع قبل الميلاد فإنه كان يتم استخراج النفط في شبه جزيرة أبشيرون وكان يتم تصديره إلى مناطق وبلدان متنوعة. بحيث أنه حتى عام 1985 كان قد تم استخراج 1.2 بليون طن من النفط الخام في أذربيجان (25% منها من حقول النفط البحرية).

## موارد الخامات الغنية بالمعادن
إن الخامات الغنية بالمعادن سواء كانت أكسيد الحديد الأسود أو خامات الحديد الحمراء يمكن تصنيفها في أربع فئات رئيسية: الفصل المغناطيسي، طبقات أكسيد الحديد الأسود التي تتشكل نتيجة للتغييرات الكيميائية في تكوين الصخور والناجمة سواء عن التفاعل مع التيارات المائية الساخنة أو الناجمة عن عمليات الترسيب.

## الموارد المعدنية اللافلزية
إن الموارد المعدنية اللافلزية لها مكانة مهمة جدا في الرصيد الكلي لمجموع الموارد المعدنية الأخرى في أذربيجان، وهذه المجموعة من الموارد تتضمن: الملح الصخري، الجبسوم، الانهيدريت (مكونات كيميائية لامائية)، الشب، البينتونايت (الخامات الطينية الغنية بالسيليكات)، مواد البناء، معدن البيريت، معدن البورات، الأحجار الكريمة الثمينة وغير الثمينة، معدن الدولاميت، بلورات آيسلاندا، إلخ...

## المياه الجوفية
المياه الجوفية تعتبر من أهم الموارد الطبيعية في أذربيجان ويعود ذلك إلى الاختلافات في التكوين الكيميائي في هذه المياه، وعلى هذا الأساس يمكن تصنيفها إلى عدة أنواع، مثل: المياه المستخدمة في خدمات المياه، المياه الصالحة للشرب، المياه الطبية، والأنواع الأخرى من المياه التي تستخدم في مختلف القطاعات الصناعية.

## البراكين الطينية
يقدر البعض بأن 300 بركان طيني من أصل 700 تقع في شرق أذربيجان وبحر قزوين، إن البراكين الطينية منتشرة في أذربيجان، وتعرف في اللغة المحلية ب (بلبلة)، (ينرداج)، (بزداغ)، (اهتراما)، (جينراجا)، إلخ، هناك أكثر من 220 بركان طيني في أنحاء أذربيجان في (شبه جزيرة أبشيرون، غوبوستان، جنوب شرق سهل شرفان، الأراضي المسطحة في سمور دافاشي، وكذلك في كل من أرخبيل باكو وأرخبيل أبشيرون.) والأضخم ما بين هذه المواقع هي الغالماس والتراجي وكنزداغ الكبرى، إلخ. معظم هذه البراكين تمتاز بشكلها المخروطي، ويتراوح ارتفاعها ما بين 20 إلى 400 متر، في حين يتراوح قطر القاعدة ما بين 100 إلى 4500 متر. في عام 2001، احتل أحد البراكين الطينية الذي يبعد 15 كلم عن مدينة باكو عناوين الأخبار عندما شرع في قذف الحمم على ارتفاع 15 مترا

## النشاط الزلزالي
إن محطة البحث الزلزالي الأولى في أذربيجان أنشئت ما بعد عام 1902 في مدينة باكو من قبل  E.nobel وبعد ذلك تم إقامة عدد من المحطات الزلزالية في مناطق مختلفة من أذربيجان في (بلخاني، زرنابد، شماخي، جانغا، نخشيفان، لنكران، جزيرة شيلوف ومينغي شيفير).[1]

## تاريخ الهزات الأرضية
لقد مرت أذربيجان في عدد من الزلازل المدمرة منذ قديم الزمان. التقارير الأولى عن حدث زلزالي هائل، نتج عنه دمار جميع المدن والقرى، يعود تاريخه إلى سنة 427 ميلادي، وفي عام 1139 ميلادي حدث زلزال مدمر في أذربيجان بدرجة 9 على مقياس رختر، وقد نجم عنه دمار شامل في مدينة غانغا ووتم تسجيل عدد هائل من الصابات، وكان من نتائج هذا الزلزال ظهور بحيرة جويغول. وفي القرن التاسع عشر الميلادي فقد عانت بلدة شاماهي من عدة زلازل مدمرة، عدد كبير من هذه الزلازل حصل ما بين عامي 1856 و1861، والزلازل التي حدثت ما بين الأعوام 1872 و1902 اعتبرت بصفتها الأقوى والأكثر تدميرا  وقدرت قوتها ما بين الدرجة السابعة والعاشرة على مقياس ريختر.